# Lon Chaney
Lon Chaney (Leonidas Frank Chaney; 1. dubna 1883 – 26. srpna 1930) byl americký herec éry němého filmu. Proslavil se především svým ztělesněním rozervaných a groteskních postav, třeba ve filmech Zvoník od Matky Boží (1923) nebo Fantom opery (1925), kterým dokázal dát dramatickou hloubku a složitost. Kvůli své velké schopnosti se maskovat byl také znám jako „Muž tisíce tváří“.